# Garfield Plantation
Garfield Plantation ist eine Plantation im Aroostook County des Bundesstaates Maine in den Vereinigten Staaten. Im Jahr 2020 lebten dort 79 Einwohner in 73 Haushalten auf einer Fläche von 99,9 km².

## Geographie
Nach dem United States Census Bureau hat Garfield Plantation eine Gesamtfläche von 99,9 km², von der 99,2 km² Land sind und 0,7 km² aus Gewässern bestehen.

### Geographische Lage
Garfield Plantation liegt im Nordosten des Aroostook Countys. Der Great Machias River fließt in östlicher Richtung durch das Gebiet der Plantation und mündet wenige Kilometer hinter der Grenze des Plantation in den Aroostook River. Es gibt weitere kleine Flüsse und nur wenige kleine Seen auf dem Gebiet der Town. Die Oberfläche ist eher eben, die höchste Erhebung ist der 246 m hohe Young Hill, der sich im Osten des Gebietes der Plantation befindet.

### Nachbargemeinden
Alle Entfernungen sind als Luftlinien zwischen den offiziellen Koordinaten der Orte aus der Volkszählung 2010 angegeben.
- Norden: Nashville Plantation, 4,0 km
- Osten: Ashland, 13,5 km
- Südosten: Masardis, 15,3 km
- Süden: Unorganized Territory von Northwest Aroostook, 74,9 km
- Westen: Unorganized Territory von Northwest Aroostook, 74,9 km

### Klima
Die mittlere Durchschnittstemperatur in Garfield Plantation liegt zwischen −11,7 °C (11° Fahrenheit) im Januar und 18,3 °C (65° Fahrenheit) im Juli. Damit ist der Ort gegenüber dem langjährigen Mittel der USA um etwa 10 Grad kühler. Die Schneefälle zwischen Oktober und Mai liegen mit über fünfeinhalb Metern knapp doppelt so hoch wie die mittlere Schneehöhe in den USA, die tägliche Sonnenscheindauer liegt am unteren Rand des Wertespektrums der USA.

## Geschichte
Zuerst am 26. März 1883 und erneut am 13. April 1885 organisiert, wurde die Plantation am 5. März 1895 gegründet. Zuvor wurde dieses Gebiet als Township No. 11, Sixth Range West of the Easterly Line of the State (T11 R6 WELS) bezeichnet. Die Garfield Plantation wurde nach dem 20. Präsidenten der Vereinigten Staaten James A. Garfield benannt.

### Einwohnerentwicklung
| Volkszählungsergebnisse - Plantation of Garfield, Maine | Volkszählungsergebnisse - Plantation of Garfield, Maine | Volkszählungsergebnisse - Plantation of Garfield, Maine | Volkszählungsergebnisse - Plantation of Garfield, Maine | Volkszählungsergebnisse - Plantation of Garfield, Maine | Volkszählungsergebnisse - Plantation of Garfield, Maine | Volkszählungsergebnisse - Plantation of Garfield, Maine | Volkszählungsergebnisse - Plantation of Garfield, Maine | Volkszählungsergebnisse - Plantation of Garfield, Maine | Volkszählungsergebnisse - Plantation of Garfield, Maine | Volkszählungsergebnisse - Plantation of Garfield, Maine |
| Jahr                                                    | 1800                                                    | 1810                                                    | 1820                                                    | 1830                                                    | 1840                                                    | 1850                                                    | 1860                                                    | 1870                                                    | 1880                                                    | 1890                                                    |
| ------------------------------------------------------- | ------------------------------------------------------- | ------------------------------------------------------- | ------------------------------------------------------- | ------------------------------------------------------- | ------------------------------------------------------- | ------------------------------------------------------- | ------------------------------------------------------- | ------------------------------------------------------- | ------------------------------------------------------- | ------------------------------------------------------- |
| Einwohner                                               |                                                         |                                                         |                                                         |                                                         |                                                         |                                                         |                                                         |                                                         | 80                                                      | 86                                                      |
| Jahr                                                    | 1900                                                    | 1910                                                    | 1920                                                    | 1930                                                    | 1940                                                    | 1950                                                    | 1960                                                    | 1970                                                    | 1980                                                    | 1990                                                    |
| Einwohner                                               | 111                                                     | 121                                                     | 142                                                     | 91                                                      | 97                                                      | 116                                                     | 89                                                      | 104                                                     | 107                                                     | 102                                                     |
| Jahr                                                    | 2000                                                    | 2010                                                    | 2020                                                    | 2030                                                    | 2040                                                    | 2050                                                    | 2060                                                    | 2070                                                    | 2080                                                    | 2090                                                    |
| Einwohner                                               | 86                                                      | 81                                                      | 79                                                      |                                                         |                                                         |                                                         |                                                         |                                                         |                                                         |                                                         |

## Wirtschaft und Infrastruktur

### Verkehr

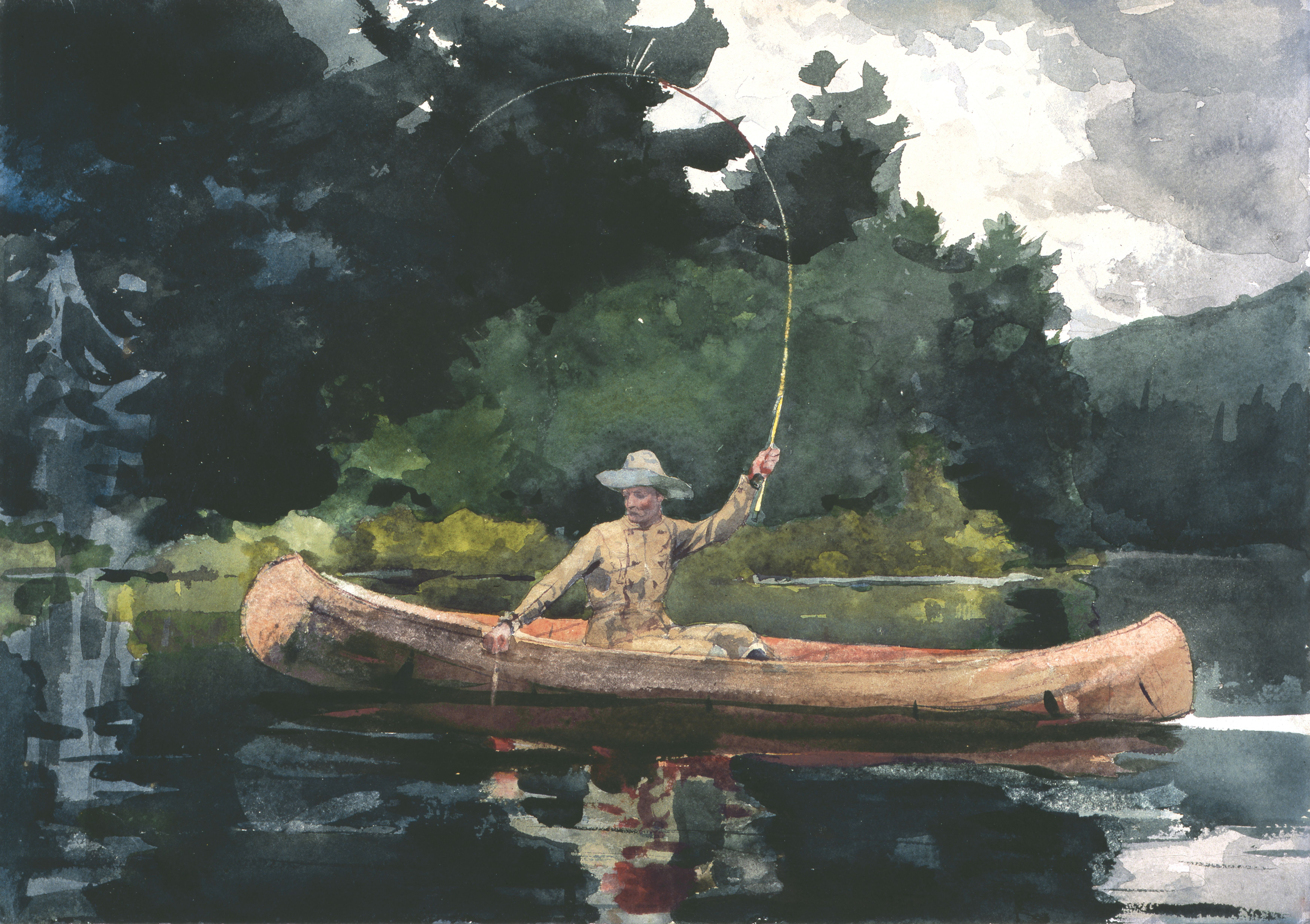
Winslow Homer – The North Woods (1884)

Es gibt nur wenige befestigte Straßen auf dem Gebiet von Garfield Plantation. Diese liegen im Osten angrenzend an die Town Ashland, durch die auch die Maine State Route 11 führt. Die meisten Trassen durch Garfield sind unbefestigt. Im Nordosten befindet sich der Six Mile Checkpoint zu den North Woods des Unorganized Territorys von Northwest Aroostook.

### Öffentliche Einrichtungen
Garfield Plantation besitzt keine eigene Bücherei, die nächstgelegene ist die Ashland Community Library.
Das Katahdin Valley Health Center unterhält eine Einrichtung in Ashland.

### Bildung
Die Ashland District School befindet sich in Ashland und ist Teil des Maine School Administrative District #32. Zum District gehören neben Ashland Garfield Plantation, Masardis, Oxbow, Portage Lake und Sheridan. Zum District gehören neben Ashland Garfield Plantation, Masardis, Oxbow, Portage Lake und Sheridan.
Die Ashland District School bietet für etwa 320 Schulkinder Klassen von Pre-Kindergarten bis zur zwölften Klasse. Die Schule ist bei der New England Association of Schools and Colleges akkreditiert.